# Eveline van Rijswijk
Eveline van Rijswijk (Tilburg, 1988) is Nederlandse programmamaker, presentator, theatermaker en wetenschapsjournalist.

## Opleiding
Van Rijswijk voltooide de studies politicologie, filosofie en geschiedenis aan de Universiteit van Leiden. 

## Carrière
Ze maakte bij lokale omroep AmsterdamFM het wetenschapsprogramma Swammerdam. Later presenteerde ze het geschiedenis- en wetenschapsradioprogramma Focus van de NTR op Radio 1.
Bij de Universiteit van Nederland maakte ze als hoofdredacteur en presentator afleveringen met wetenschappers uit allerlei vakgebieden.
Van Rijswijk debuteerde in het najaar van 2018 met een politieke onewomanshow "De Première" over 100 jaar vrouwen in de Nederlandse politiek. Voor deze voorstelling deed Eveline van Rijswijk onderzoek naar de opmars van vrouwen op het Binnenhof. Op 7 november 2018 was de première in de Oude Zaal van de Tweede Kamer in aanwezigheid van (oud-)Kamerleden. Met deze show toerde zij in 2018, 2019 en 2020 langs Nederlandse theaters.
Ze was voorzitter van Vrouw & Media, netwerkorganisatie voor vrouwen in de journalistiek.
Van Rijswijk nam in 2019 gedurende vijf afleveringen deel aan het televisieprogramma De Slimste Mens, waarvan ze twee keer won. Dit resulteerde in deelname aan de finaleweek.
Zij produceerde in 2019 voor NWO ZonMW interviews met wetenschappers over de toekomst van de wetenschap, interviewde Jeroen Dijsselbloem over de Eurocrisis voor Studium Generale van de TU Delft, modereerde een debat met Kate Mosse over vrouwen in de geschiedenis in De Balie, en was op RTL te zien bij Beau over de IgNobelprijzen.